# الانزاویل (ویرجینیا)
الانزاویل، ویرجینیا (به انگلیسی: Alonzaville, Virginia) یک منطقهٔ مسکونی در ایالات متحده آمریکا است که در ویرجینیا واقع شده‌است.